# Cyclopygidae
Cyclopygidae (лат.) — семейство асафидных трилобитов ордовика. Циклопигиды имели внетропическое распространение, и есть свидетельства того, что они жили в более темных частях водной толщи (глубина около 175 м). Циклопигиды характеризуются увеличенными глазами с широким углом обзора, как по горизонтали, так и по вертикали, напоминающими глаза стрекоз. Обычно они касаются глабели сбоку. У всех циклопигидов нет щечных шипов, но у Symphysops имеется направленный вперед фронтальный шип на глабели. Предполагается, что по крайней мере представители рода Pricyclopyge плавали вверх ногами и имели биолюминесцентные органы на третьем сегменте грудной клетки. Циклопигиды имели от 7 до 5 сегментов грудной клетки, широкую и толстую ось и короткие боковые доли (или плевры).

## Таксономия
Роды Cyclopygidae сгруппированы в следующие подсемейства:
- Cyclopyginae
  - Cyclopyge Hawle & Corda, 1847
  - Delgamella Marek, 1961
  - Gastropolus Whittard, 1966
  - Heterocyclopyge Marek, 1961
  - Microparia Hawle & Corda, 1847
  - Novakella Whittard, 1952?
  - Prospectatrix Fortey, 1981
  - Sagavia Koroleva, 1967
- Ellipsotaphrinae
  - EIlipsotaphrus Whittard, 1952
  - Psilacella Whittard, 1952
- Pricyclopyginae
  - Pricyclopyge Richter & Richter, 1954
  - Circulocrania Fortey, 1987
  - Emmrichops Marek, 1961
  - Symphysops Raymond, 1925
- incertae sedis
  - Aspidaeglina Holub, 1911
  - Phylacops Cooper & Kindle, 1936
  - Xenocyclopyge Lu, 1962
- Род, исключённый из Cyclopygidae
  - Girvanopyge (Remopleurididae)

## Вымирание
Вымирание в конце ордовикского периода, было одним из самых радикальных, и сильно повлияло на трилобитов. Вымерли трилобиты, которые вели пелагический или глубоководный бентический образ жизни (например, виды Olenidae и Agnostida). Также вымерли трилобиты с планктонными личинками — включают большинство суперсемейств отряда Asaphida, за исключением Trinucleoidea. Уменьшение разнообразия произошло ещё до этого крупного исчезновения, но многие семьи сохранились до хирнанта и, возможно, быстро вернулись к своему прежнему разнообразию. Кризис в начале силурийского периода был исключительно серьёзным и связывается с низким уровнем кислорода в океанах после ледникового периода.

## Описание
У циклопигидов особенно большие глаза с широкоугольным обзором, в том числе вертикальным, которые занимают бо́льшую часть свободных щёк, а неподвижные щёки отсутствуют или уменьшены до очень узкой полосы по бокам глабели и зоны между обоими глазами. У самых ранних циклопигид (Prospectatrix) глаза меньшего размера, но у некоторых более поздних таксонов они настолько большие, что срастаются. Самая задняя доля глабели (затылочное кольцо) не наблюдается, за исключением подсемейства Ellipsotaphrinae. Дальнейшие борозды, пересекающие глабель, могут отсутствовать или сводиться к парам небольших углублений. Щёчные шипы отсутствуют. Циклопигиды имеют от 5 до 7 сегментов грудной клетки. Плевры последовательно расширяются дальше назад, делая грудную клетку самой широкой на последнем сегменте.

### Глаза
У пелагических трилобитов, таких как виды из семейство проэтид Telephinidae, и у Cyclopygidae, как у многих современных пелагических ракообразных, глаза особенно большие и имеют очень широкие углы обзора, как горизонтальные, так и вертикальные. Это резко контрастирует с современными бентосными трилобитами, которые могут иметь обширный горизонтальный угол обзора, но всегда имеют ограниченный вертикальный обзор.
У некоторых видов из родов Cyclopyge, Microparia, Ellipsotaphrus, Pricyclopyge и у Symphysops глаза сливаются перед головой, образуя козырёк. Эта конструкция улучшает чувствительность глаза к объектам, которые движутся относительно глаза, что могло бы быть особенно полезно в условиях низкой освещенности и при быстром движении. У современной гипериидной амфиподы Cystisoma также есть такие сросшиеся глаза. Монокулярные трилобиты всегда моложе близкородственных видов с нормальными парными глазами, и это пример тенденции, которая повторялась несколько раз параллельно. Только у Pricyclopyge binodosa несколько стадий в этом развитии можно рассматривать как последовательные серии подвидов, собранных из последовательных зон от позднего Аренига до Лланвирна. Хотя расстояние между глазами варьируется в пределах любой популяции более ранних подвидов, только у P. binodosa synophthalma глаза соприкасаются и сливаются.

## Экология
Циклопигиды отсутствуют в мелководных пластах, таких как аллювиальные и известковые отложения. Они не встречаются вместе с хорошо видящими видами бентосных трилобитов или кораллами. Циклопигиды соседствуют со слепыми или почти слепыми бентосными трилобитами, типичной адаптацией к безсветовой среде и океаническим свободно плавающим граптолитам. Следовательно, считается, что циклопигиды обитают в более глубоких водах, плавая на нижней границе фотической (или мезопелагической) зоны, но всё же высоко над бентосными видами, с которыми они соседствуют в отложениях. Об этом также свидетельствует предполагаемое присутствие биолюминесцентных органов на третьем сегменте грудной клетки Pricyclopyge, которые также встречаются на функциональной нижней стороне современных мезапелагических видов. Вот почему предполагается, что Pricyclopyge мог плавать вверх ногами. Очень большие выпуклые глаза и узкая зона грудных плевр типичны для всех Cyclopygidae и указывают на пелагический образ жизни. Крепкий экзоскелет подходит для быстрого плавания, и, вероятно, циклопигиды активно охотились на зоопланктон.